# Radoszyce (Święty Krzyż)
Radoszyce is een dorp in het Poolse woiwodschap Święty Krzyż, in het district Konecki. De plaats maakt deel uit van de gemeente Radoszyce en telt 3400 inwoners.

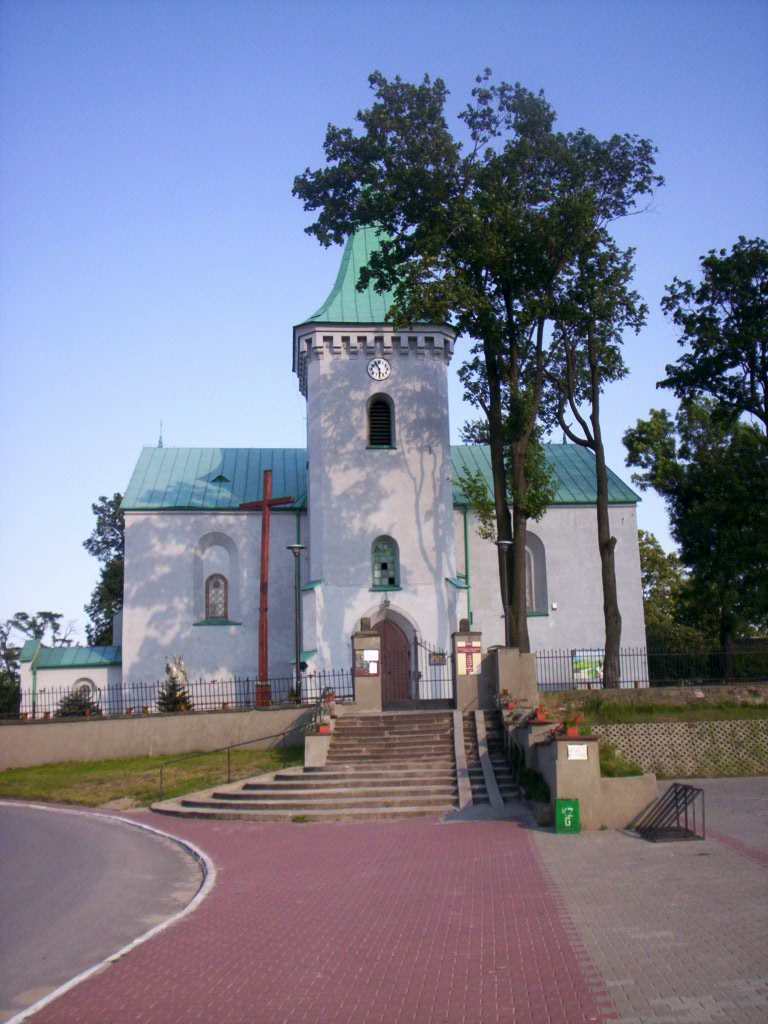
Kerk in Radoszyce